# Hauk Aabel
Pour les articles homonymes, voir Aabel.
Hauk Erlendsøn Aabel ou Hauk Erlendsøn Åbel, né le 21 avril 1869 à Søndfjord et mort le 12 décembre 1961, est un acteur norvégien.

## Biographie
Hauk Erlendsøn Aabel, né le 21 avril 1869 à Søndfjord, a fait ses débuts au Théâtre Kria en 1897.

## Publications
- Hauk Aabel av Erling Alm-Vik i Norske scenekunstnere 1918
- Moro var det lell! – Mine første tyve år på scenen 1935
- Gode gamle dager 1949